# San Pablo Xuchitl
San Pablo Xuchitl är en ort i Mexiko, tillhörande kommunen Axapusco i delstaten Mexiko, i den centrala delen av landet. Orten hade 689 invånare vid folkräkningen 2010.